# Islas Cook en los Juegos Olímpicos de París 2024
Las Islas Cook estuvieron representadas en los Juegos Olímpicos de París 2024 por dos deportistas, un hombre y una mujer, que compitieron en dos deportes.
Los portadores de la bandera en la ceremonia de apertura fueron el atleta Alex Beddoes y la nadadora Lanihei Connolly. El equipo olímpico no obtuvo ninguna medalla en estos Juegos.